# NGC 1043
NGC 1043 è una galassia a spirale situata nella costellazione della Balena, a una distanza di circa 321 milioni di anni luce dalla nostra Via Lattea.

## Scoperta
La galassia è stata scoperta il 2 ottobre 1886 dall'astronomo statunitense Lewis Swift.